# Chuck Barris
Pour les articles homonymes, voir Barris.
Charles Hirsch Barris, dit Chuck Barris, né le 3 juin 1929 à Philadelphie et mort le 21 mars 2017 à Palisades (État de New York), est un producteur de télévision américain, également animateur d'émissions de jeux télévisés aux États-Unis dans les années 1960 et 1970. Il compte également des chansons qu'il enregistre dans des 45 tours.

## Biographie
Chuck Barris produit notamment The Dating Game, qui inspire l'une des séquences du jeu télévisé français Tournez manège, ainsi que de l'émission télévisée américaine The Newlywed Game, qui est adaptée en France sous le titre Les Z'amours. Il produit et anime The Gong Show, ancêtre de The X Factor.
Dans son livre Confessions d'un homme dangereux (en version originale : Confession of a Dangerous Mind), il prétend avoir été tueur à gages pour le compte de la Central Intelligence Agency (CIA). L'ouvrage est adapté au cinéma en 2002 par George Clooney. Barris est ainsi joué par Sam Rockwell dans le film homonyme au livre.

## Filmographie
- 1965 : The Dating Game (série télévisée)
- 1966 : The Newlywed Game (série télévisée)
- 1968 : Operation: Entertainment (série télévisée)
- 1969 : The Game Game (série télévisée)
- 1973 : The New Treasure Hunt (série télévisée)
- 1976 : The Gong Show (série télévisée)
- 1978 : The $1.98 Beauty Show (série télévisée)
- 1979 : 3's a Crowd (série télévisée)
- 1980 : The Gong Show Movie
- 1981 : Treasure Hunt (série télévisée)
- 1984 : The New Newlywed Game (série télévisée)
- 1986 : The All-New Dating Game (série télévisée)

## Publications
- You and Me, Babe, 1974
- Confessions of a Dangerous Mind, 1984
- The Game Show King, 1993
- Bad Grass Never Dies, 2004
- The Big Question, 2007
- Who Killed Art Deco?, 2009
- Della: A Memoir of My Daughter, 2010